# Matematikai közepek
A matematikában négy nevezetes középértéket különböztetünk meg: a harmonikus közép, a mértani közép, a számtani közép és a négyzetes közép.
Az ezek közötti összefüggés: {\displaystyle H(a_{1};...;a_{n})\leq M(a_{1};...;a_{n})\leq A(a_{1};...;a_{n})\leq N(a_{1};...;a_{n})} Természetesen létezik k-adik hatványközép, azaz bárhányadik hatványú közép. A számtani, harmonikus, és négyzetes közép is felfogható hatványközépként, rendre első, mínusz egyedik, és második.

## A harmonikus közép
Harmonikus középértéken a számok reciprokaiból számított számtani közép reciprokát értjük. A harmonikus közepet általában {\displaystyle \,H} betűvel jelöljük.

## A mértani közép
Mértani vagy geometriai középértéken {\displaystyle \,n} szám szorzatának n-ed fokú gyökét értjük. Általában {\displaystyle \,G}-vel vagy {\displaystyle \,M}-mel jelöljük.

## A számtani közép
Számtani vagy aritmetikai középértéken {\displaystyle \,n} darab szám átlagát, azaz a számok összegének {\displaystyle \,n}-ed részét értjük. A számtani közepet általában {\displaystyle \,A} betűvel jelöljük:

## A négyzetes közép
Négyzetes középértéken {\displaystyle \,n} darab szám négyzetéből számított számtani közép négyzetgyökét értjük. A jele általában: {\displaystyle \,N}.

## A közepek közötti összefüggések
ahol 

## A közepek közötti összefüggések vizuálisan (trapéz)
A közepek „mértékei” megmutathatóak egy trapézban, ha a trapéz alapjainak középértékeit szeretnénk megmutatni.

### Számtani közép
A trapéz szárainak felezőpontjait összekötő szakasz az alapok számtani közepe hosszúságú.

Az ábrán: {\displaystyle x={a+c \over 2}}

#### Bizonyítás
Az ábrán {\displaystyle p+q=c-a} a trapéz tulajdonságai miatt. {\displaystyle F_{1}I} szakasz középvonal {\displaystyle ADK} háromszögben, ezért hossza: {\displaystyle p \over 2}, ugyanezért {\displaystyle JF_{2}={q \over 2}}. Tehát {\displaystyle F_{1}F_{2}} hossza: {\displaystyle x=a+{p \over 2}+{q \over 2}=a+{{c-a} \over 2}={a+c \over 2}}

### Harmonikus közép
A trapéz átlóinak metszéspontján átmenő, az alapokkal párhuzamos szakasz hossza az alapok harmonikus közepe hosszúságú.

Az ábrán: {\displaystyle KL={\frac {1}{\frac {{\frac {1}{a}}+{\frac {1}{c}}}{2}}}={2ac \over a+c}}

#### Bizonyítás
Az ábrán {\displaystyle ABT} hasonló {\displaystyle CDT}-hez, mert megfelelő szögeik egyenlő nagyságúak (A T-nél lévő szög csúcsszög, a másik kettő pedig a párhuzamosság miatt). A megfelelő oldalak aránya tehát: {\displaystyle {a \over c}={p \over q}}, akkor {\displaystyle {a+c \over c}={p+q \over q}}. Az {\displaystyle ABD} háromszögben alkalmazva a párhuzamos szelőszakaszok tételét: {\displaystyle {x \over a}={q \over p+q}={c \over a+c}}. Innen: {\displaystyle x={ac \over a+c}}. Ezt {\displaystyle ABC}-vel is elvégezve adódik: {\displaystyle KL=x+y={2ac \over a+c}}.

### Négyzetes közép
Ha a trapézt két ugyanakkora területű trapézra vágjuk, akkor annak a szakasznak a hossza, mellyel elvágtuk, a trapézon belül a két alap négyzetes közepe hosszúságú.

Az ábrán: {\displaystyle x={\sqrt {{a^{2}+c^{2}} \over 2}}}

#### Bizonyítás
Az ábra úgy keletkezett, hogy a trapézt zsugorítottuk, pontosabban kivágtunk belőle egy {\displaystyle a} hosszúságú részt. Az ábrán lévő háromszögben felírom az oldalak arányát, melynek négyzete egyenlő a területek arányával, hisz a területek négyzetesen aránylanak egymáshoz. Tehát {\displaystyle AT_{1}T_{2}} és
{\displaystyle ADC} háromszögekben az alapok aránya: {\displaystyle {c-a} \over {x-a}}. A területek aránya:

{\displaystyle {({{c-a} \over {x-a}})^{2}}={{(c-a)(m_{1}+m_{2})} \over {(x-a)m_{1}}}}

Vagyis:

{\displaystyle {{c-a} \over {x-a}}={{m_{1}+m_{2}} \over m_{1}}={1+{m_{2} \over m_{1}}}}

Innen:

{\displaystyle {m_{2} \over m_{1}}={{c-a} \over {x-a}}-1={{c-a} \over {x-a}}-{{x-a} \over {x-a}}={{c-x} \over {x-a}}}

Megvan a magasságok aránya, írjuk fel a két kisebb trapéz területének arányát is:

{\displaystyle {{m_{1}({{a+x} \over 2})} \over {m_{2}({{x+c} \over 2})}}={{{a+x} \over {x+c}}\cdot {m_{1} \over m_{2}}}={{{a+x} \over {x+c}}\cdot {{x-a} \over {c-x}}}={{x^{2}-a^{2}} \over {c^{2}-x^{2}}}}

Azt állítjuk, hogy a két terület egyenlő lesz, ez pedig úgy következik be, ha arányuk 1.
Ekkor:

{\displaystyle {{x^{2}-a^{2}} \over {c^{2}-x^{2}}}=1}

{\displaystyle {{x^{2}-a^{2}}={c^{2}-x^{2}}}}

{\displaystyle {{x^{2}+x^{2}}={a^{2}+c^{2}}}}

{\displaystyle {2x^{2}={a^{2}+c^{2}}}}

{\displaystyle {x={\sqrt {{a^{2}+c^{2}} \over 2}}}}

Vagyis ha a két trapéz területe egyenlő, vagyis két egyenlő területű trapézra vágtuk, akkor a szakasz hossza: {\displaystyle {x={\sqrt {{a^{2}+c^{2}} \over 2}}}}.

### Mértani közép
Ha a trapézt két hasonló trapézra vágjuk, akkor annak a szakasznak a hossza, mellyel elvágtuk, a trapézon belül a két alap mértani közepe hosszúságú.

Az ábrán: {\displaystyle x={\sqrt {ac}}}

#### Bizonyítás
Két négyszög akkor hasonló, ha megfelelő szögeik egyenlő nagyságúak, valamint a megfelelő oldalainak aránya is megegyezik. Két trapéz akkor hasonló, ha a megfelelő szögeik egyenlőek, valamint az alapjainak és magasságainak aránya megegyezik.
Ha {\displaystyle x={\sqrt {ac}}}, akkor {\displaystyle x^{2}=ac}.

{\displaystyle x\cdot x=a\cdot c}

{\displaystyle {a \over x}={x \over c}={\sqrt {a \over c}}}
Tehát a két kisebb trapéz alapjainak aránya {\displaystyle {\sqrt {ac}}}.
A magasságok aránya: {\displaystyle {m_{1} \over m_{2}}={{x-a} \over {c-x}}={\sqrt {a \over c}}}. (x helyébe beírtuk a {\displaystyle {\sqrt {ac}}}-t)
Tehát a két trapéz alapjainak és magasságainak aránya megegyezik, méghozzá szögeik is egyenlőek a trapéz tulajdonságainak köszönhetően.
Ekkor a területek aránya:
{\displaystyle {{m_{1}({{a+x} \over 2})} \over {m_{2}({{x+c} \over 2})}}={{x^{2}-a^{2}} \over {c^{2}-x^{2}}}} (az előző bizonyításból). Vagyis {\displaystyle x^{2}} helyébe beírva {\displaystyle ac}-t: {\displaystyle {{ac-a^{2}} \over {c^{2}-ac}}={{a(c-a)} \over {c(c-a)}}={a \over c}}
Így biztosan kijelenthetjük, hogy ha két hasonló trapézra vágtuk az eredetit, akkor a szakasz hossza {\displaystyle {\sqrt {ac}}}.

## A közepek közötti összefüggések vizuálisan (kör)
Az ábra magyarázata: {\displaystyle AC} felezőpontja {\displaystyle O}, ami az {\displaystyle AC} átmérőjű kör középpontja. {\displaystyle D} az {\displaystyle O}-ba állított merőleges és a kör metszéspontja. {\displaystyle BE} a kör érintője, ahol {\displaystyle E} az érintési pont. {\displaystyle E}-ből a {\displaystyle AB} egyenesre állított merőleges talppontja {\displaystyle T}.

Az ábrán szintén megjelennek a közepek, a következőképp:
Ha {\displaystyle AB} szakasz hossza {\displaystyle a}, illetve {\displaystyle BC} szakaszé {\displaystyle b}, akkor {\displaystyle BT} szakasz hossza {\displaystyle a} és {\displaystyle b} harmonikus közepe, {\displaystyle BE} szakasz hossza {\displaystyle a} és {\displaystyle b} mértani közepe, {\displaystyle OB} szakasz {\displaystyle a} és {\displaystyle b} számtani közepe és {\displaystyle BD} {\displaystyle a} és {\displaystyle b} négyzetes közepe.

{\displaystyle BT={\frac {1}{\frac {{\frac {1}{a}}+{\frac {1}{b}}}{2}}}={2ab \over a+b}}

{\displaystyle BE={\sqrt {ab}}}

{\displaystyle OB={{a+b} \over 2}}

{\displaystyle BD={\sqrt {{a^{2}+b^{2}} \over 2}}}

### Bizonyítás
- {\displaystyle BE}-ről könnyen belátható, hogy {\displaystyle {\sqrt {ab}}} hosszú, hisz a {\displaystyle B} pont körre vonatkoztatott hatványa alapján {\displaystyle a\cdot b=BE\cdot BE}. Innen {\displaystyle BE={\sqrt {ab}}}.
- {\displaystyle OB} hosszát kiszámíthatjuk az {\displaystyle OC} és {\displaystyle CB} összegeként. {\displaystyle OB=OC+CB={{a-b} \over 2}+b={{a+b} \over 2}}
- {\displaystyle BD} hosszát könnyedén kiszámíthatjuk Az {\displaystyle OBD} háromszögben a Pitagorasz-tétel segítségével. {\displaystyle DB^{2}=OD^{2}+OB^{2}}, vagyis {\displaystyle DB={\sqrt {OD^{2}+OB^{2}}}={\sqrt {({{a+b} \over 2})^{2}+({{a-b} \over 2})^{2}}}={\sqrt {{a^{2}+b^{2}} \over 2}}}
- {\displaystyle BT} hossza a {\displaystyle BTE} háromszögből Befogótétellel kiszámítható. A tétel szerint {\displaystyle EB={\sqrt {OB\cdot TB}}}. Innen {\displaystyle TB={{EB^{2}} \over {OB}}={{ab} \over {{a+b} \over 2}}={{2ab} \over {a+b}}}